# Ludia corticea
Ludia corticea är en fjärilsart som beskrevs av Jordan 1922. Ludia corticea ingår i släktet Ludia och familjen påfågelsspinnare. Inga underarter finns listade i Catalogue of Life.